# Jaguar R5
Jaguar R5 – samochód Formuły 1 zespołu Jaguar Racing na sezon 2004. Był to ostatni model maszyny Jaguara przed kupnem zespołu przez koncern Red Bull i przekształceniu w Red Bull Racing. Samochód zadebiutował podczas wyścigu o Grand Prix Australii. Prezentacja bolidu odbyła się 18 stycznia 2004 roku na torze Circuit de Catalunya w Hiszpanii, a pierwsze testy odbył w belgijskim mieście Lommel, jeszcze przed oficjalną premierą. Podczas Grand Prix Włoch Mark Webber poprowadził nową wersję bolidu oznaczoną R5B. Dwa tygodnie później, podczas Grand Prix Chin za sterami ulepszonej maszyny zasiadł Austriak Christian Klien. Po Grand Prix Chin, na ostatnie dwie rundy sezonu powrócono do wersji R5. Bolid z 2004 roku sprzężony był z silnikiem Coswortha poprzez 7-biegową, półautomatyczną skrzynię biegów.

## Starty Jaguara R5
| Legenda oznaczeń w tabelach wyników Wyświetl szablon na nowej stronie | Legenda oznaczeń w tabelach wyników Wyświetl szablon na nowej stronie                                                                     |
| Oznaczenie                                                            | Wyjaśnienie |
| --------------------------------------------------------------------- | --- |
| Złoty                                                                 | Zwycięzca lub mistrzostwo |
| Srebrny                                                               | 2. miejsce lub wicemistrzostwo |
| Brązowy                                                               | 3. miejsce lub II wicemistrzostwo |
| Zielony                                                               | Ukończył, punktował (w klasyfikacji generalnej, gdy zdobył co najmniej jeden punkt na przestrzeni sezonu, poza trzema powyższymi opcjami) |
| Niebieski                                                             | Ukończył, nie punktował (w klasyfikacji generalnej, gdy nie zdobył co najmniej jednego punktu na przestrzeni sezonu)                      |
| Czerwony                                                              | Nie zakwalifikował się (NZ) |
| Czerwony                                                              | Nie prekwalifikował się (NPK) |
| Różowy                                                                | Nie ukończył (NU) |
| Różowy                                                                | Niesklasyfikowany (NS) (w klasyfikacji generalnej, gdy nie został sklasyfikowany w żadnym wyścigu sezonu)                                 |
| Czarny                                                                | Zdyskwalifikowany (DK) |
| Czarny                                                                | Wykluczony (WYK/EX) |
| Biały                                                                 | Nie wystartował (NW) |
| Biały                                                                 | Kontuzjowany (K/INJ) |
| Biały                                                                 | Wyścig odwołany (OD/C) |
| Bez koloru                                                            | Został wycofany (WYC/WD) |
| Bez koloru                                                            | Nie przybył (NP/DNA) |
| Bez koloru                                                            | Nie brał udziału w treningach (NT/DNP) |
| Bez koloru                                                            | Nie został zgłoszony (–) |
| Pogrubienie                                                           | Start z pole position |
| Kursywa                                                               | Najszybsze okrążenie wyścigu |
| †                                                                     | Nie ukończył, ale jego rezultat został zaliczony ze względu na przejechanie więcej niż 90% dystansu wyścigu.                              |
| *                                                                     | Sezon w trakcie |
| 1/2/3                                                                 | Punktowana pozycja w sprincie kwalifikacyjnym                                                                                             |
| Lista systemów punktacji Formuły 1                                    | |

| Sezon | Konstruktor | Nr | Kierowcy        | Wyniki kierowców | Wyniki kierowców | Wyniki kierowców | Wyniki kierowców | Wyniki kierowców | Wyniki kierowców | Wyniki kierowców | Wyniki kierowców | Wyniki kierowców | Wyniki kierowców | Wyniki kierowców | Wyniki kierowców | Wyniki kierowców | Wyniki kierowców | Wyniki kierowców | Wyniki kierowców | Wyniki kierowców | Wyniki kierowców | Wyniki kierowców | Wyniki kierowców | Wyniki konstruktora | Wyniki konstruktora |
| 2004  |             |    |                 | AUS              | MYS              | BHR              | SMR              | ESP              | MCO              | EUR              | CAN              | USA              | FRA              | GBR              | DEU              | HUN              | BEL              | ITA              | CHN              | JPN              | BRA              | Punkty           | Pozycja          | Punkty              | Pozycja             |
| ----- | ----------- | -- | --------------- | ---------------- | ---------------- | ---------------- | ---------------- | ---------------- | ---------------- | ---------------- | ---------------- | ---------------- | ---------------- | ---------------- | ---------------- | ---------------- | ---------------- | ---------------- | ---------------- | ---------------- | ---------------- | ---------------- | ---------------- | ------------------- | ------------------- |
| 2004  | Jaguar      | 14 | Mark Webber     | NU               | NU               | 8                | 13               | 12               | NU               | 7                | NU               | NU               | 9                | 8                | 6                | 10               | NU               | –                | 10               | NU               | NU               | 7                | 13               | 10                  | 7                   |
| 2004  | Jaguar      | 15 | Christian Klien | 11               | 10               | 14               | 14               | NU               | NU               | 12               | 9                | NU               | 11               | 14               | 10               | 13               | 6                | 13               | –                | 12               | 14               | 3                | 16               | 10                  | 7                   |

## Starty Jaguara R5B
| Sezon | Konstruktor | Nr | Kierowcy        | Wyniki kierowców | Wyniki kierowców | Wyniki kierowców | Wyniki kierowców | Wyniki kierowców | Wyniki kierowców | Wyniki kierowców | Wyniki kierowców | Wyniki kierowców | Wyniki kierowców | Wyniki kierowców | Wyniki kierowców | Wyniki kierowców | Wyniki kierowców | Wyniki kierowców | Wyniki kierowców | Wyniki kierowców | Wyniki kierowców | Wyniki kierowców | Wyniki kierowców | Wyniki konstruktora | Wyniki konstruktora |
| 2004  |             |    |                 | AUS              | MYS              | BHR              | SMR              | ESP              | MCO              | EUR              | CAN              | USA              | FRA              | GBR              | DEU              | HUN              | BEL              | ITA              | CHN              | JPN              | BRA              | Punkty           | Pozycja          | Punkty              | Pozycja             |
| ----- | ----------- | -- | --------------- | ---------------- | ---------------- | ---------------- | ---------------- | ---------------- | ---------------- | ---------------- | ---------------- | ---------------- | ---------------- | ---------------- | ---------------- | ---------------- | ---------------- | ---------------- | ---------------- | ---------------- | ---------------- | ---------------- | ---------------- | ------------------- | ------------------- |
| 2004  | Jaguar      | 14 | Mark Webber     | –                | –                | –                | –                | –                | –                | –                | –                | –                | –                | –                | –                | –                | –                | 9                | –                | –                | –                | 7                | 13               | 10                  | 7                   |
| 2004  | Jaguar      | 15 | Christian Klien | –                | –                | –                | –                | –                | –                | –                | –                | –                | –                | –                | –                | –                | –                | –                | NU               | –                | –                | 3                | 16               | 10                  | 7                   |